# Agonopsis chiloensis
Agonopsis chiloensis är en fiskart som först beskrevs av Jenyns, 1840.  Agonopsis chiloensis ingår i släktet Agonopsis och familjen pansarsimpor. Inga underarter finns listade i Catalogue of Life.